# Beinhaus

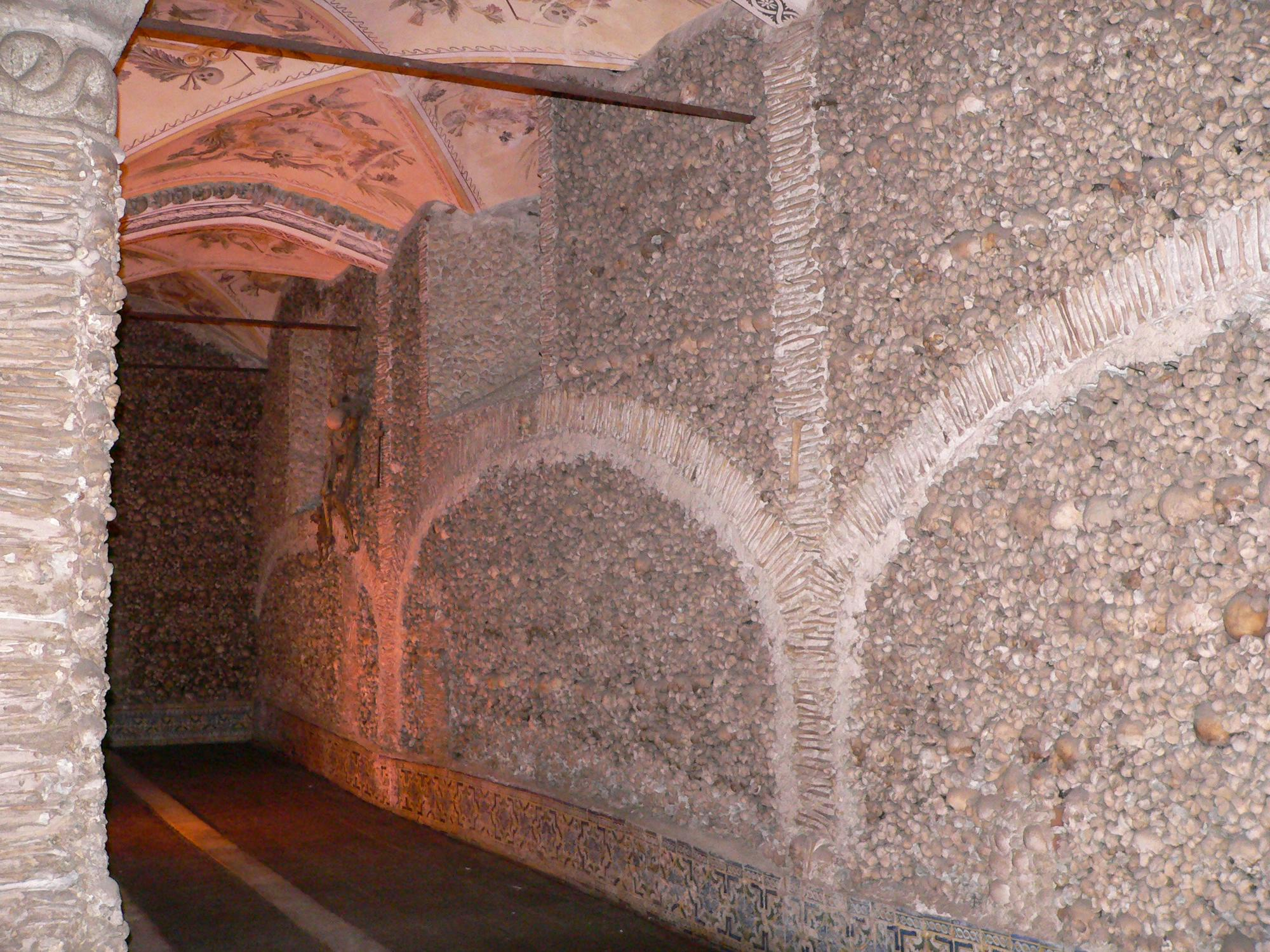
Capela dos Ossos – Beinhaus der Igreja Real de São Francisco in Évora, Portugal

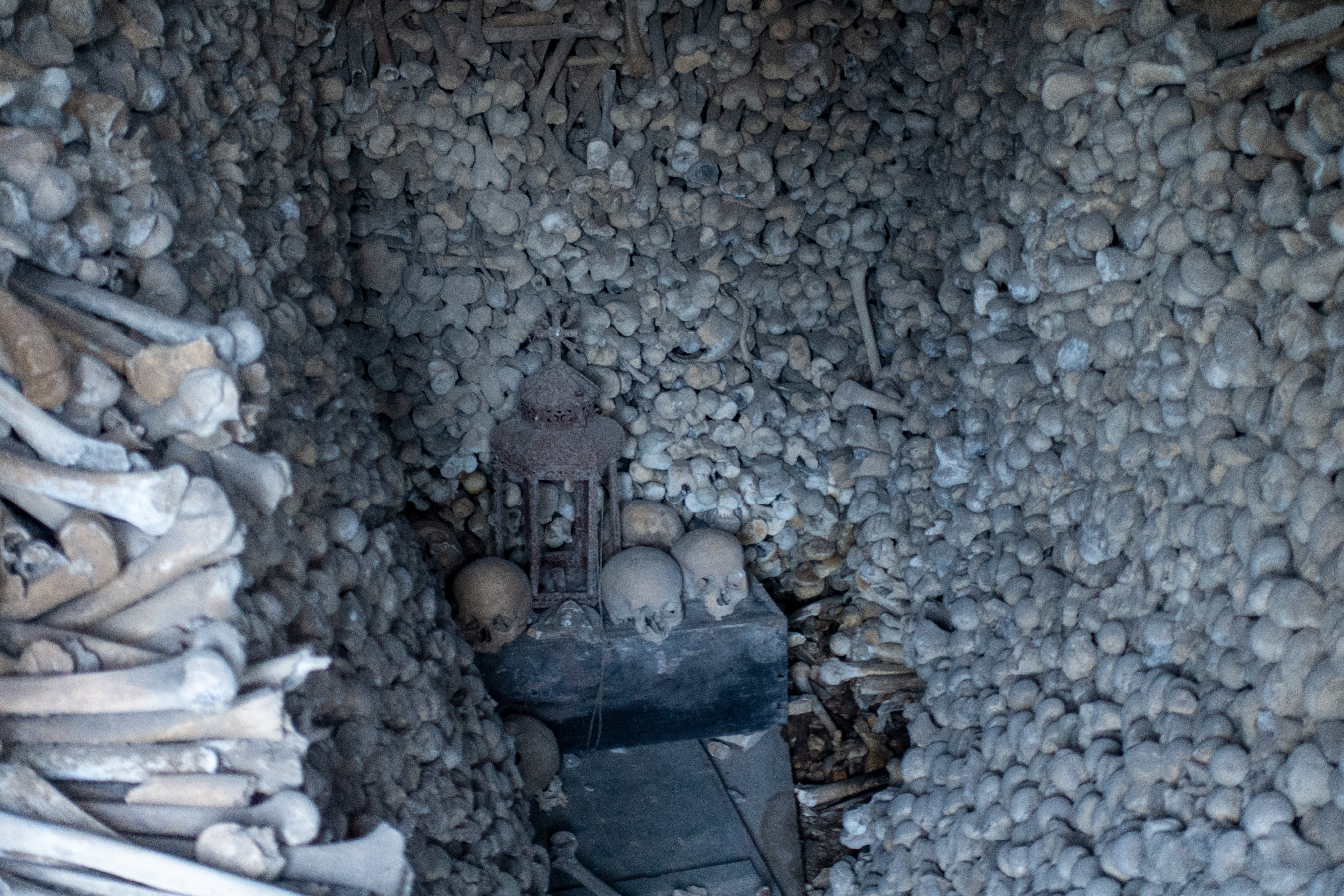
Beinhaus unter dem Chor der Pfarrkirche St. Martin Deutschfeistritz, Steiermark, Österreich

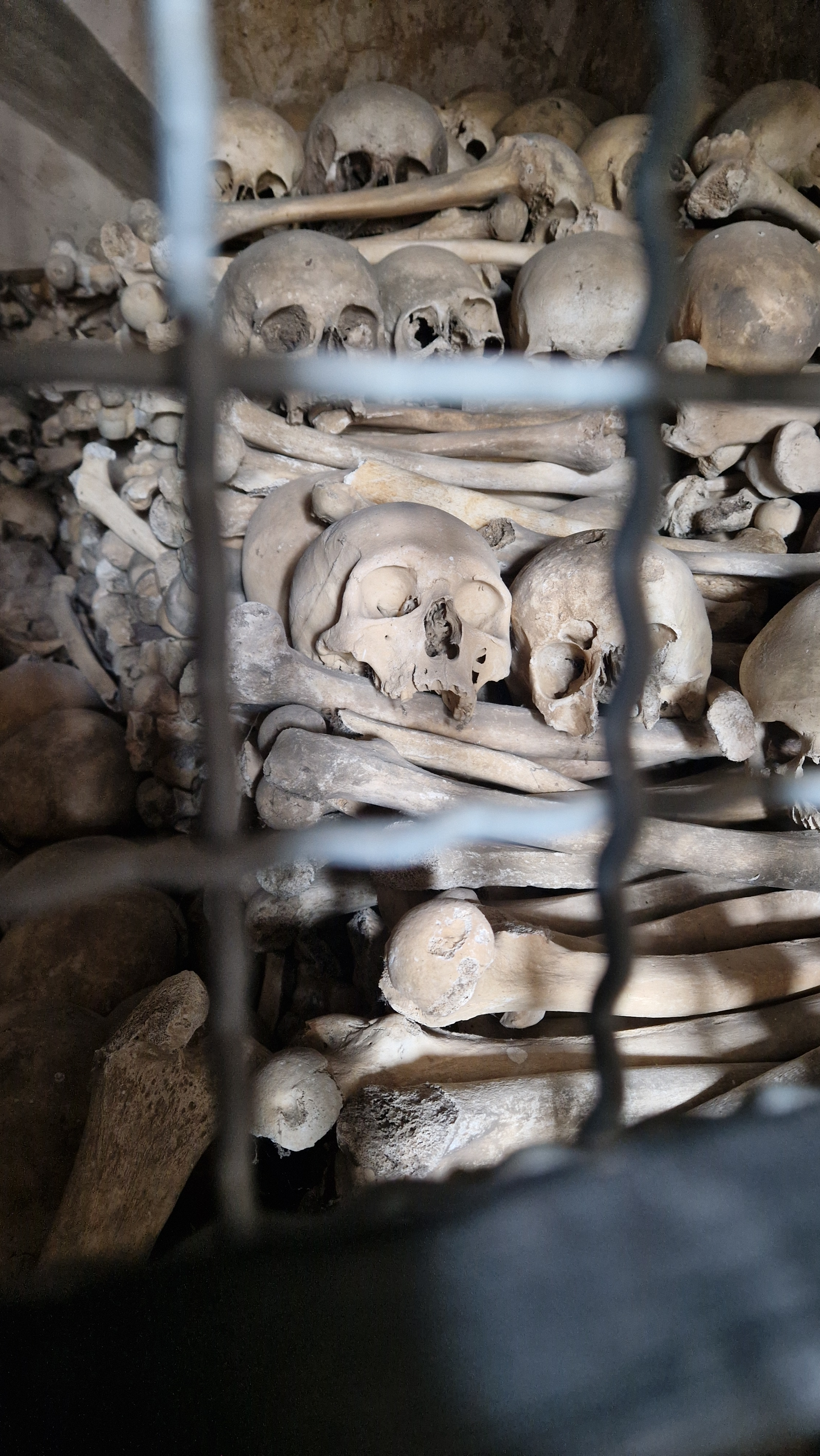
Beinhaus Greding - Basilika St. Martin

Das Beinhaus, auch Ossarium oder Ossuarium (von lateinisch os, „Knochen“, Mehrzahl: ossa), ist ein überdachter Raum, der zur Aufbewahrung von Gebeinen bestimmt ist. Der Begriff Karner, auch Carnarium, Kerner, Gerner, Kärnter, mancherorts auch „Seelhaus“ und anders genannt, bezeichnet eine auch als Beinhaus genutzte Kapelle. Mancherorts hat die Anlage zwei Ebenen, die obere als Andachtsraum, die untere als Beinkeller. Im Kanton Schwyz in der Zentralschweiz wird für eine Friedhofskapelle, die zugleich Aufbahrungsraum und Beinhaus ist, die Bezeichnung Kerchel verwendet (wie der Kerchel von Schwyz oder jener von Muotathal).

## Herkunft und Baukunde

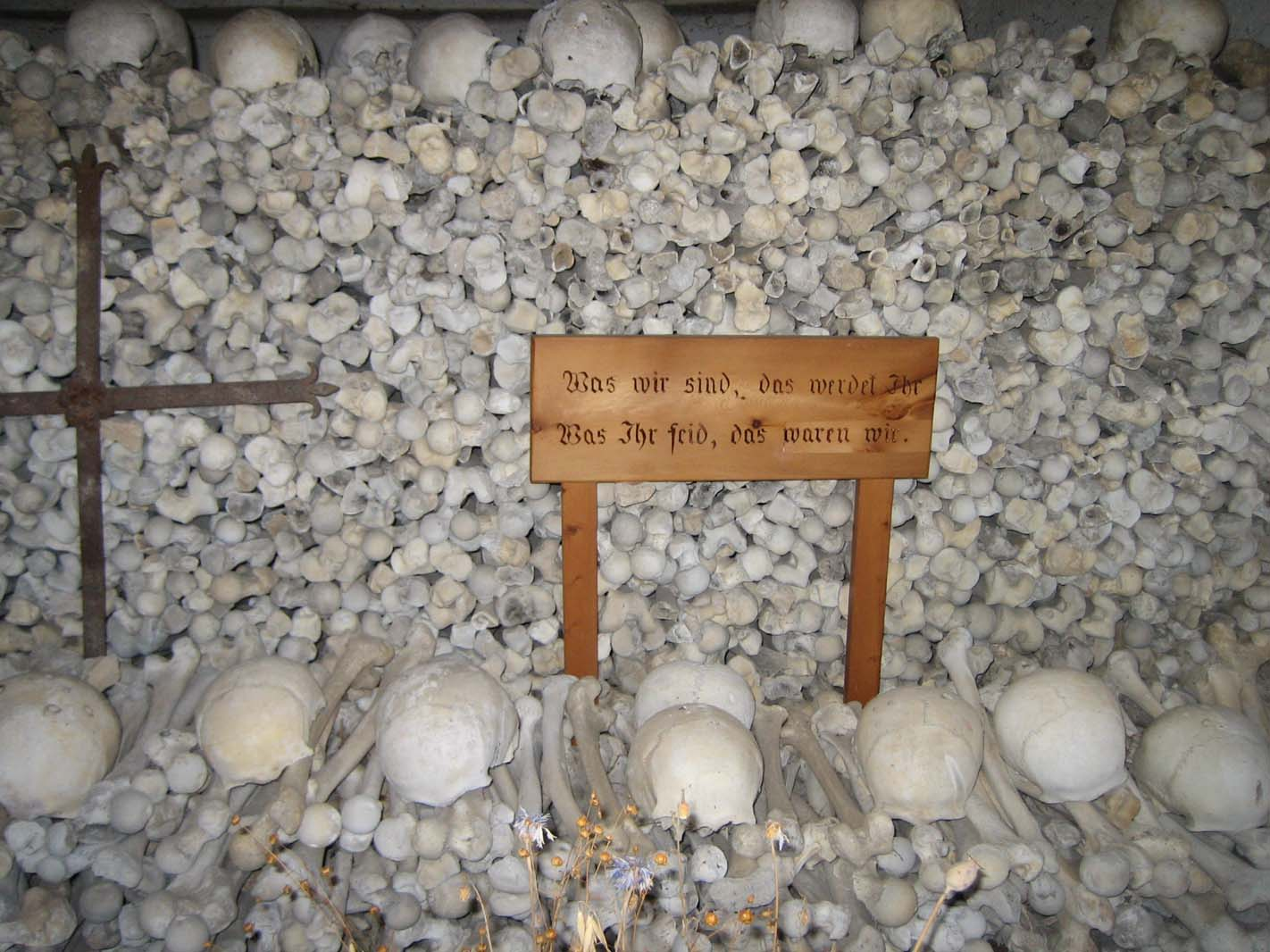
Beinhaus der Kirche St. Peter Mistail

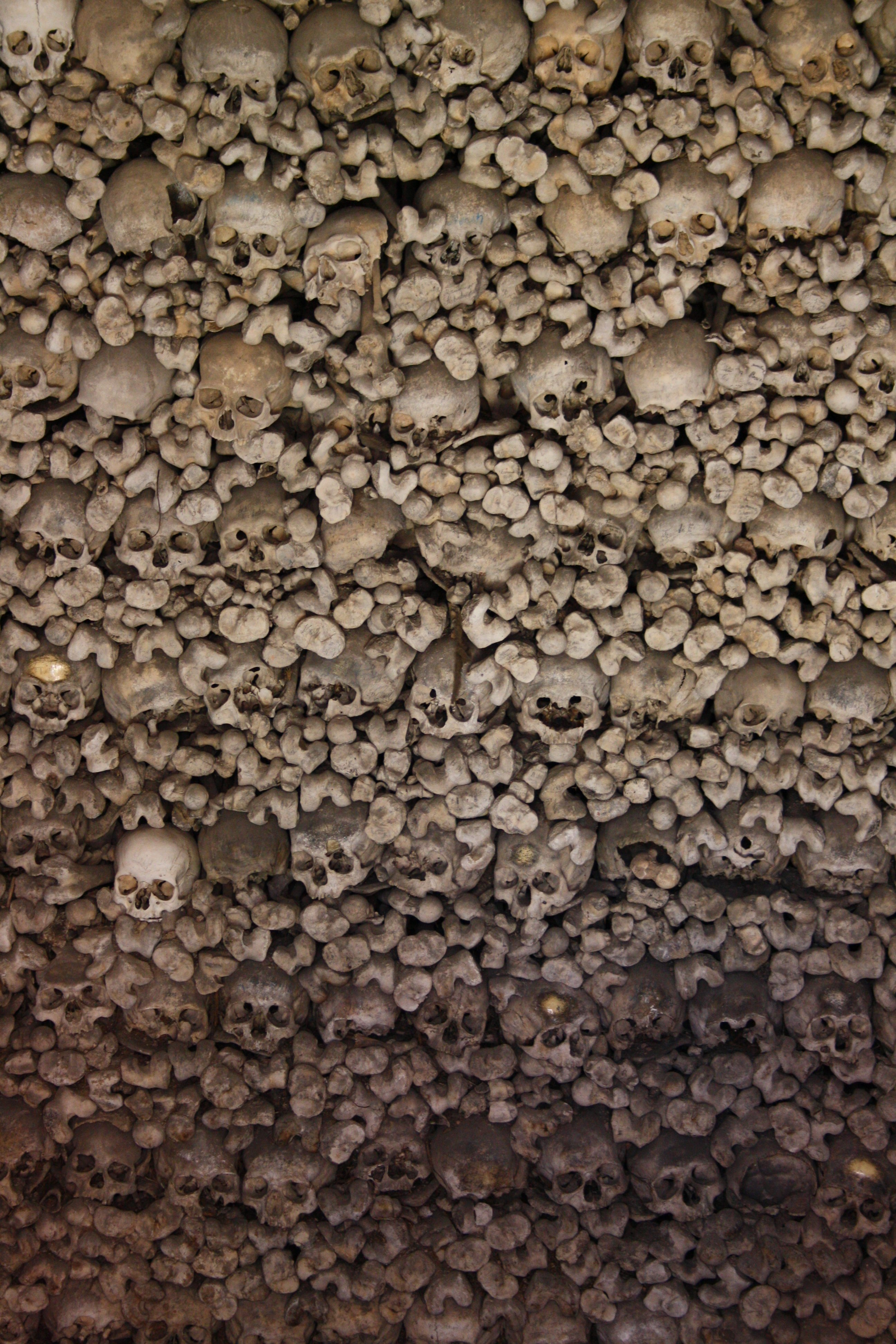
Beinhaus Oppenheim

Im Judentum werden Knochenkästen aus Stein als Ossuar bezeichnet. Nachdem der Leichnam verwest war, wurden die zurückbleibenden Knochen gereinigt und in Ossuarien gelegt. Diese wurden zur Zeit des oberirdischen Begräbnisverbots in der Zeit bis um 1200 überwiegend in unterirdischen Katakomben aufgestellt, spielen jedoch seit dem Beginn der Erdbestattungen in dieser Religion keine Rolle mehr.
Die Anlage von Ossuarien hat verschiedene Gründe. Teils handelt es sich um Sammelstellen für die Gebeine aus Friedhöfen, auf denen Platz für weitere Bestattungen geschaffen werden musste, wozu bestehende Grabfelder neu belegt wurden (Umbettung der Gebeine) (Beispiel: Sant’Ariano in der Lagune von Venedig). Ein Zuwachs in der europäischen Bevölkerung machte die Einführung der Beinhäuser im 11. und 12. Jahrhundert notwendig. Es war nicht eine Änderung im theologischen Denken des Christentums, sondern „allein durch praktische Erfordernisse war dieser einschneidende Schritt notwendig geworden“.
Vielfach steht das Beinhaus in Verbindung mit einer Friedhofskapelle. Speziell in dieser Form wird das Beinhaus Karner oder Gerner genannt, dies ist der im österreichischen Raum sowie in Bayern übliche Ausdruck. Hier stehen bedeutende Beinhäuser aus dem 12. Jahrhundert in Hartberg und Mistelbach sowie eines aus dem 13. Jahrhundert in Tulln oder die Magdalenenkapelle in Elbigenalp.
In Lothringen gibt es Beinhäuser beispielsweise in einer zum Friedhof offenen Krypta unter der Kirche von Vintrange und in Schorbach im Bitscher Land in einem Haus mit offenen, romanisch wirkenden Säulenarkaden vor dem Westportal der Kirche.
Häufig sind christliche Beinhäuser dem Erzengel Michael geweiht. Sie können zweistöckig erbaut oder später aufgestockt worden sein. Im oberen Raum befindet sich häufig eine Kapelle.
Um die Wende zum 20. Jahrhundert kamen Beinhäuser immer mehr außer Gebrauch. Viele wurden abgebrochen oder zweckentfremdet, einige als Gedenkstätten für Kriegsgefallene, als Leichenhallen oder Lagerschuppen umgenutzt. In manchen in der Stadt liegenden Klöstern ist wegen des knappen Raumes die Funktion der Beinhäuser erhalten geblieben.

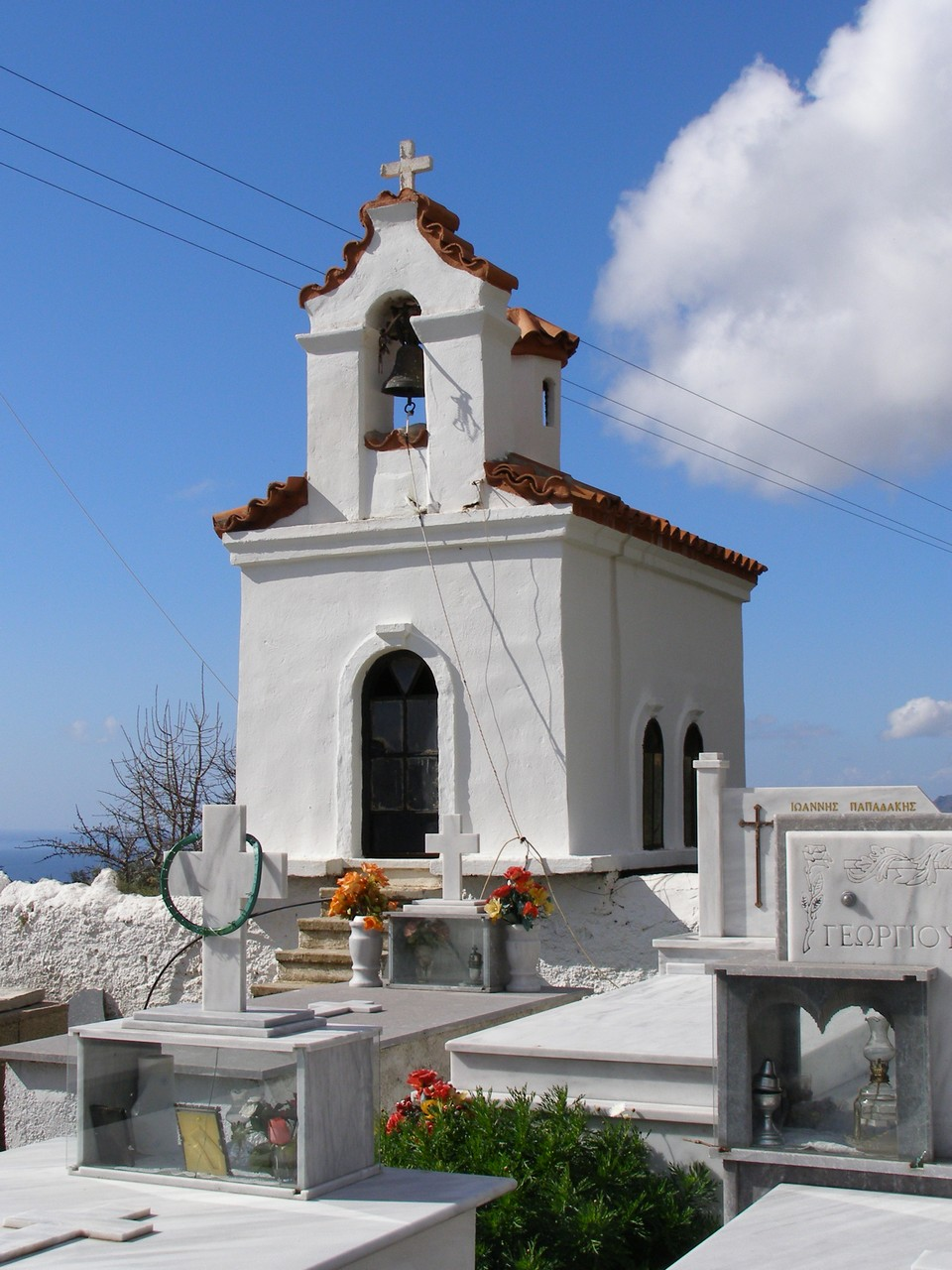
Beinhaus in Asomatos, Kreta

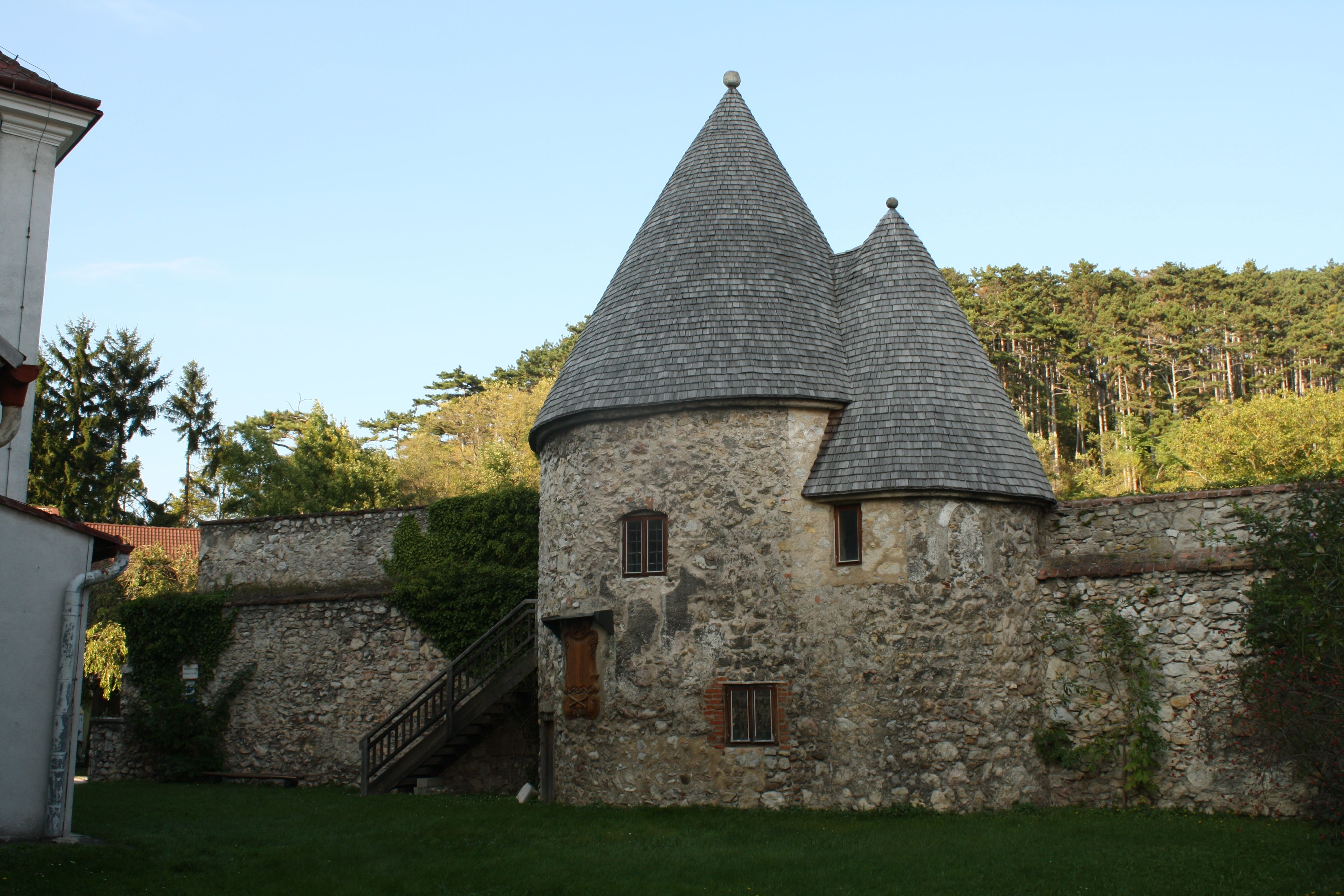
Doppelkarner in Pottenstein in Niederösterreich

In vielen Gegenden Griechenlands finden sich Beinhäuser auf den Friedhöfen. Dort werden die Gebeine nach einer regional unterschiedlichen Zeit (20 bis 40 Jahre) in einem kirchlichen Ritus exhumiert und in das Beinhaus verbracht, um Platz für neue Bestattungsstellen zu schaffen.

## Liste von Beinhäusern
(ohne Anspruch auf Vollständigkeit)
Länderweise: DACH, dann ABC

### Deutschland

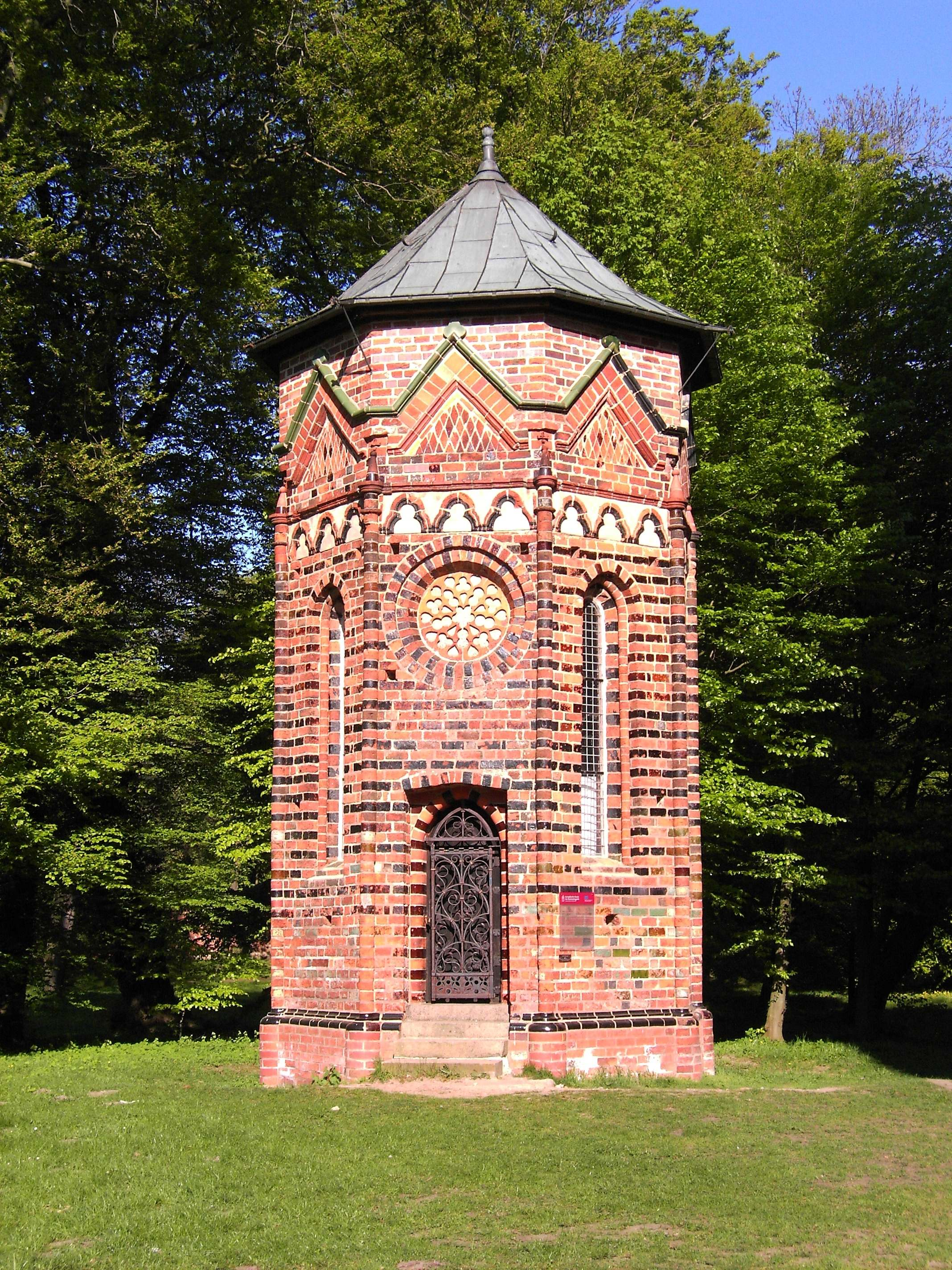
Beinhaus am Münster in Bad Doberan

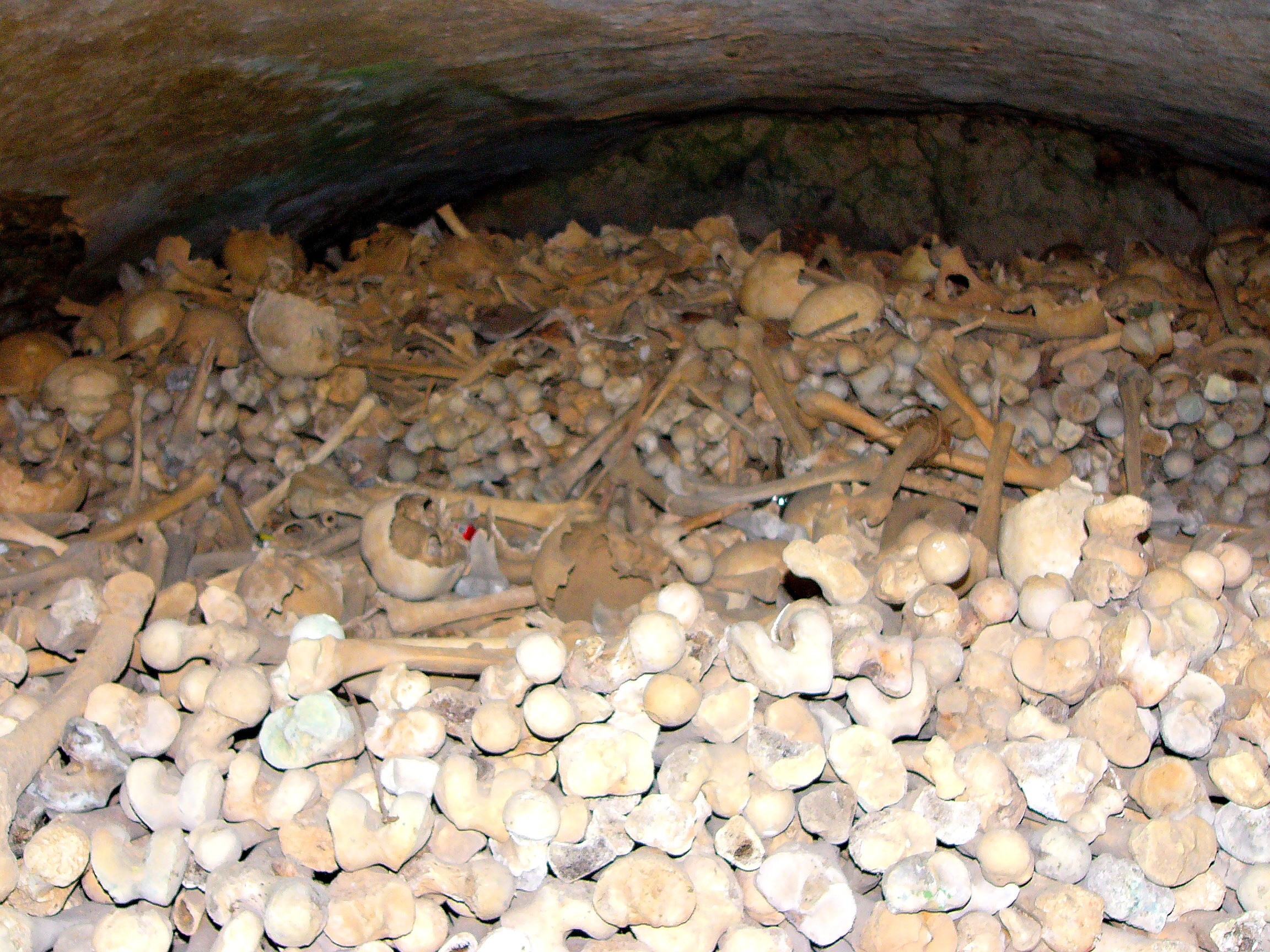
Beinhaus an der Annakapelle in Waischenfeld

Die vorherrschende Bezeichnung außer in Bayern ist hier Beinhaus.
- Baden-Württemberg:
  - St. Georg in Gutach-Bleibach
  - St. Michael neben der Pfarrkirche St. Gallus in Ladenburg
  - St. Michael in Schwäbisch Hall (unter dem Chor)
- Bayern (Beinhäuser und Karner sowie Kärnter):
  - Aholfing
  - Allersburg
  - Altomünster
  - Arresting
  - Baldersheim (Aub)
  - Breitenbrunn
  - Beratzhausen
  - Chammünster
  - Dingolfing
  - Geltendorf-Walleshausen
  - Greding
  - Großschönbrunn
  - Hemau
  - Iphofen
  - Landsberg am Lech
  - Laufen an der Salzach
  - Maria Thalheim
  - Marzoll
  - München Sendling Alte Pfarrkirche St. Margaret Kapelle
  - Neustadt an der Aisch
  - Perschen
  - Rain
  - Reicholzried
  - Rottendorf
  - Roding: Josephikapelle mit Annakapelle
  - Sankt Kastl[4]
  - Schorndorf
  - Sinzing
  - Staubing bei Weltenburg
  - Waischenfeld
  - Zell (Schäftlarn)
- Hamburg: Unter dem Altar der St.-Josephs-Kirche
- Hessen:
  - Beinhaus (Alsfeld)
  - Untergeschoss der Michaelskapelle in Butzbach
  - Michaelskirche in Fulda (Krypta ursprünglich als Beinhaus verwendet)
  - Untergeschoss der Michaelskapelle an der Stiftskirche in Limburg-Dietkirchen
  - St. Michael neben der Pfarrkirche (Kapellenkarner) in Kiedrich
  - St. Michael (Limburg an der Lahn)
  - Beinhaus neben der lutherischen Pfarrkirche St. Marien in Marburg
  - Michaeliskapelle in Wetzlar
- Rheinland-Pfalz:
  - Michaelskapelle in Alken an der Mosel (noch gefüllt)
  - Beinhaus in Deidesheim
  - Karden an der Mosel
  - Michaelskapelle neben der Liebfrauenkirche in Koblenz (umgebaut)
  - Michaelskapelle neben der Katharinenkirche in Oppenheim
  - unter St. Peter und Paul in Westhofen

- Als Variante sind am Mittelrhein kleinere romanische Kirchen zu beobachten, deren Altarraum erhöht wurde, um darunter einen Raum zu schaffen, der wahrscheinlich als Beinhaus Verwendung fand. Nachzuweisen ist diese Form
  - in der alten Kirche St. Servatius in Koblenz-Güls
  - in St. Laurentius in Koblenz-Moselweiß (Raum im Barock entfernt)
  - in St. Johannis in Niederlahnstein (Raum rekonstruiert)

- Mecklenburg-Vorpommern: 
  - Beinhaus des Bad Doberaner Klosters
- Niedersachsen:
  - Knochenturm in Einbeck
  - Gebeinkapelle im Rathaus in Goslar
- Nordrhein-Westfalen:
  - Beinhaus des Klosters Hardehausen bei Warburg
  - St. Ursula in Köln („Goldene Kammer“)[5]

### Österreich

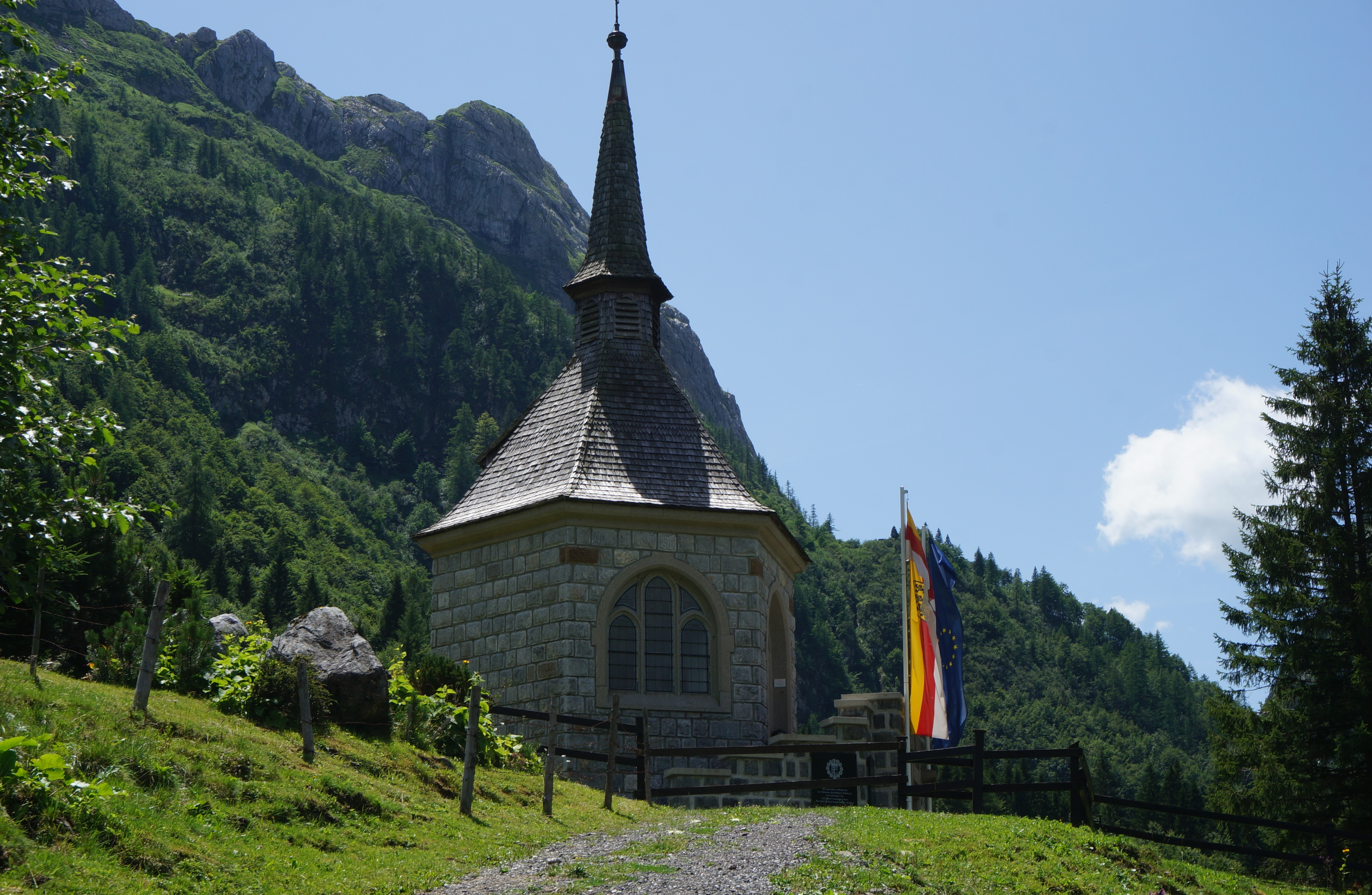
Gedächtniskapelle mit Beinhaus am Plöckenpass

Die vorherrschende Bezeichnung ist Karner und mitunter Beinhaus.
- Kärnten
  - Berg im Drautal
  - Deutsch-Griffen
  - Friesach
  - Glödnitz
  - Karner von Gmünd in Kärnten
  - Kötschach-Mauthen, Plöckenpass
  - Maria Saal
  - Metnitz
  - Moosburg
  - Ossiach
  - Rechberg
  - Villach
- Niederösterreich
  - Karner Bad Deutsch-Altenburg
  - Karner Burgschleinitz
  - Karner Eggenburg
  - Karner Friedersbach
  - Hainburg an der Donau
  - Karner Hardegg
  - Karner Kühnring
  - Karner Mistelbach
  - Karner (Mödling)
  - Pottenstein (Doppelkarner)
  - Karner Pulkau
  - Karner (Tulln an der Donau)
  - Karner (Unserfrau)
  - Karner Wiener Neustadt
  - Karner Zellerndorf
  - Karner Zwettl
- Oberösterreich
  - Enns
  - Hallstatt (mit der größten Schädelsammlung Europas[6])
  - Mauthausen
- Salzburg 
  - Hallein
- Steiermark
  - Karner (Hartberg)
  - Sankt Lambrecht
  - Annakapelle (Schladming)
- Tirol
  - Martins- bzw. Magdalenenkapelle in Elbigenalp im Lechtal
- Vorarlberg
  - Ludesch
  - Rankweil

### Schweiz

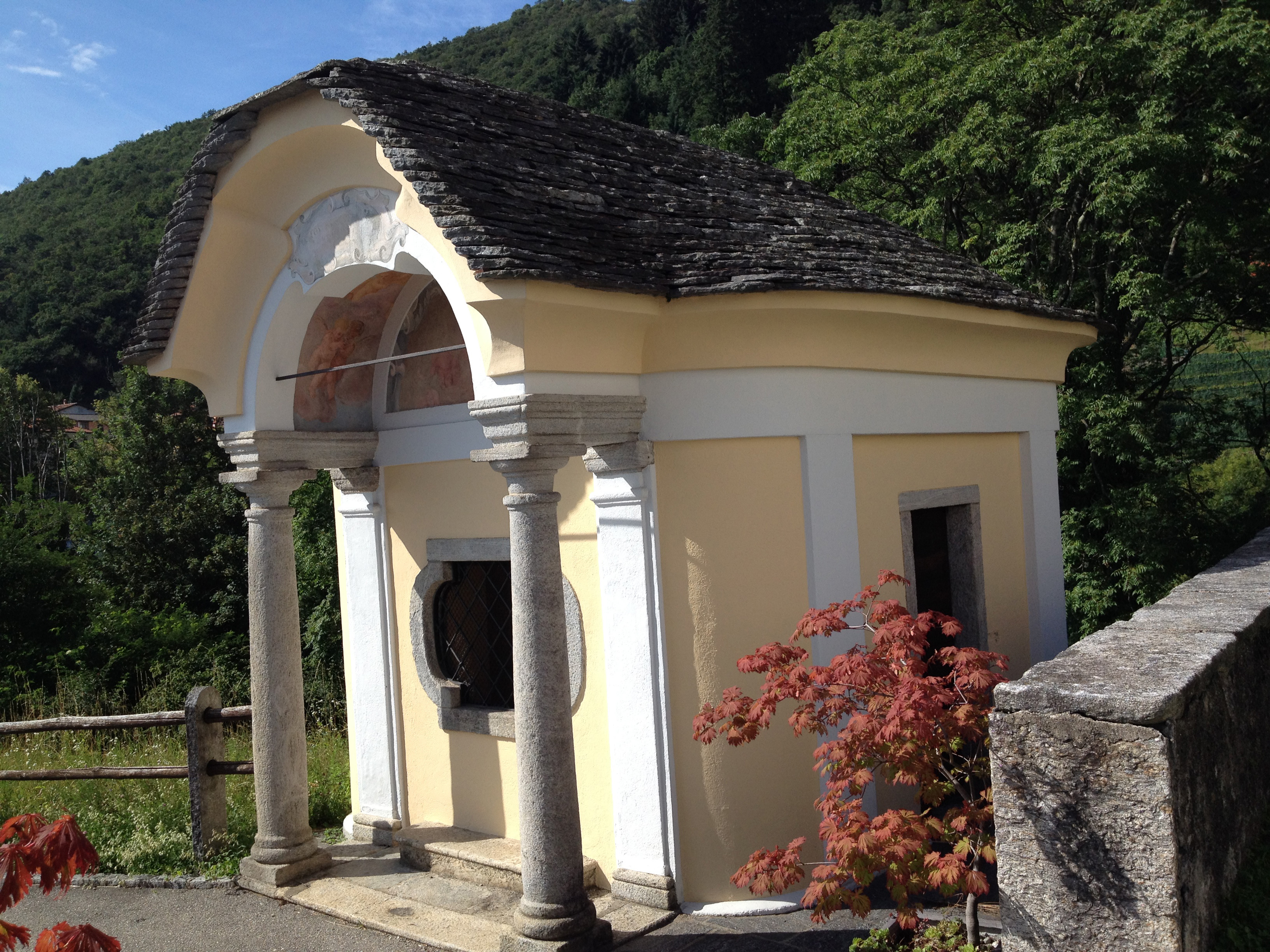
Beinhaus in Astano (1721)

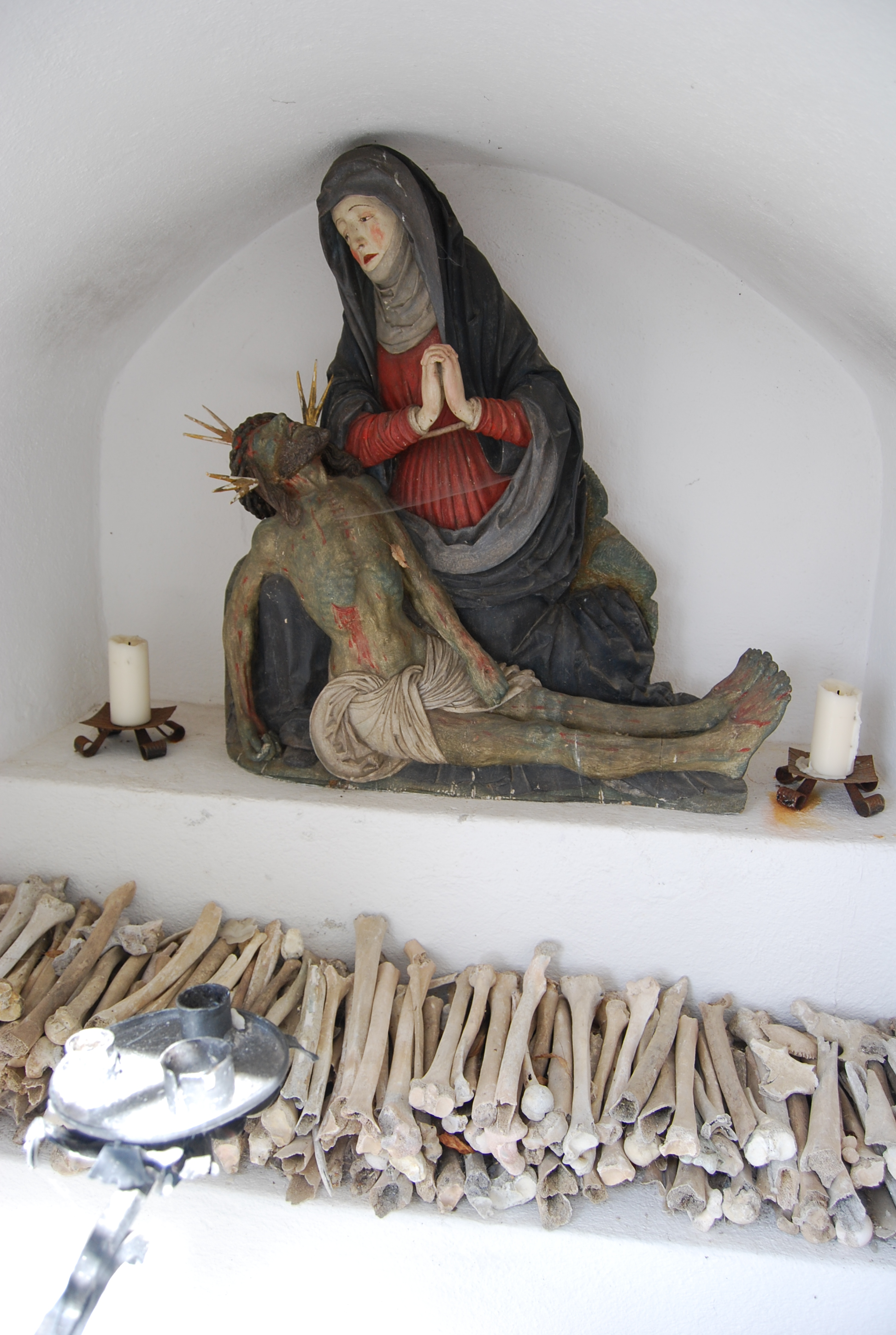
Beinhaus Schlachtkapelle Sempach

Die Bezeichnung ist vorwiegend Beinhaus.
- Graubünden: Kirche St. Peter Mistail in Alvaschein, Falera, Poschiavo
- Zentralschweiz und Schweizer Mittelland: Baar ZG, Deitingen, Emmetten, Ettiswil, Gränichen, Hasle LU, Schlachtkapelle Sempach, Stans, Steinen SZ, Sursee, Wolhusen, Zug
- Nordwestschweiz:
  - St. Jakob an der Birs in Basel
  - Frick
  - Beinhaus bei der Wehrkirche St. Arbogast in Muttenz
  - Rümlingen
- Ostschweiz:
  - Ritterhaus Bubikon, Bubikon ZH
  - Liebfrauenkapelle bei der Stadtpfarrkirche St. Johann in Rapperswil SG (zweistöckiger gotischer Bau mit Kapelle)
  - St. Peter und Paul auf der Insel Ufenau
- Romandie: 
  - Montreux
  - Beinhaus zu Murten
- Tessin: Coglio, Gordevio, Astano
- Wallis: Bellwald, Leuk, Naters
  - Bourg-Saint-Pierre: Morgue des Hospizes auf dem Grossen St. Bernhard

### Bulgarien
- Beinhaus in Balgarowo
- Beinhaus in Batak
- Beinhaus im Schipkadenkmal

### Frankreich
Das französische Wort für Beinhaus ist Ossuaire.
- Elsass:
  - Kapelle St. Sebastian mit Beinhaus in Dambach-la-Ville
  - Margaretenkapelle Epfig (einfacher Bau des 11. Jh. Ein Karner an der Nordseite bildet die Verlängerung der Vorhalle. Im Okulus datiert 1601)
- Île-de-France:
  - Beinhaus der Pfarrkirche Saint-Séverin, Paris
  - Beinhaus des Friedhofs Père-Lachaise, Paris
  - Beinhaus der Katakomben in Paris
- Lothringen:
  - Marville
  - romanisches Beinhaus von Schorbach aus der Mitte des 12. Jahrhunderts
  - Beinhaus von Douaumont bei Verdun
  - Vintrange
- Normandie: Pestbeinhaus Aître Saint-Maclou in Rouen

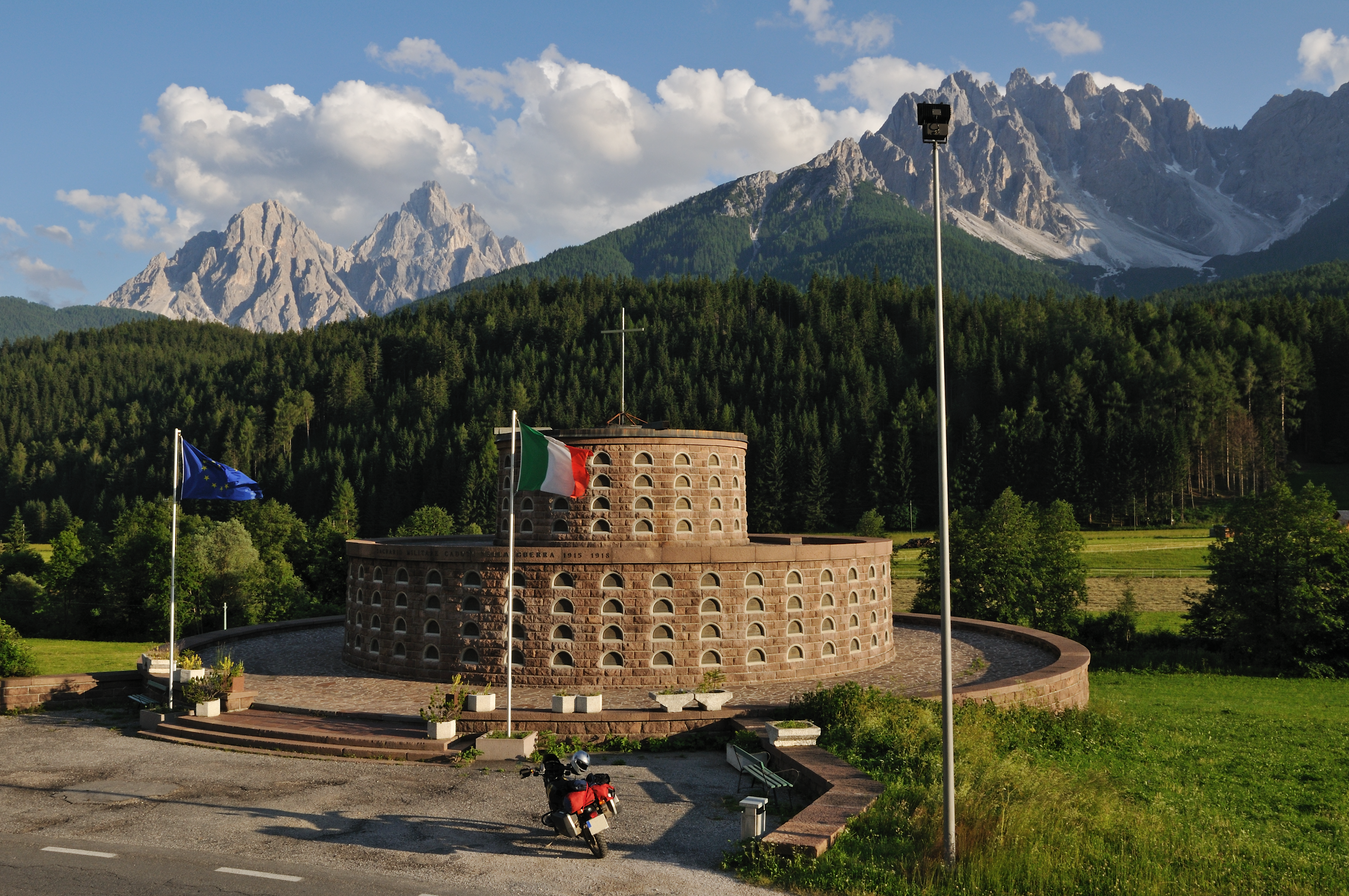
Das faschistische „Beinhaus“ bei Innichen

### Griechenland
- Fourni (Kreta)
- Heiliges Kloster der Verklärung des Erlösers (Ιερά Μονή Μεταμορφώσεως του Σωτήρος), auch bekannt als Großes Meteoron (Μεγάλο Μετέωρο), bei Kalambaka

### Italien

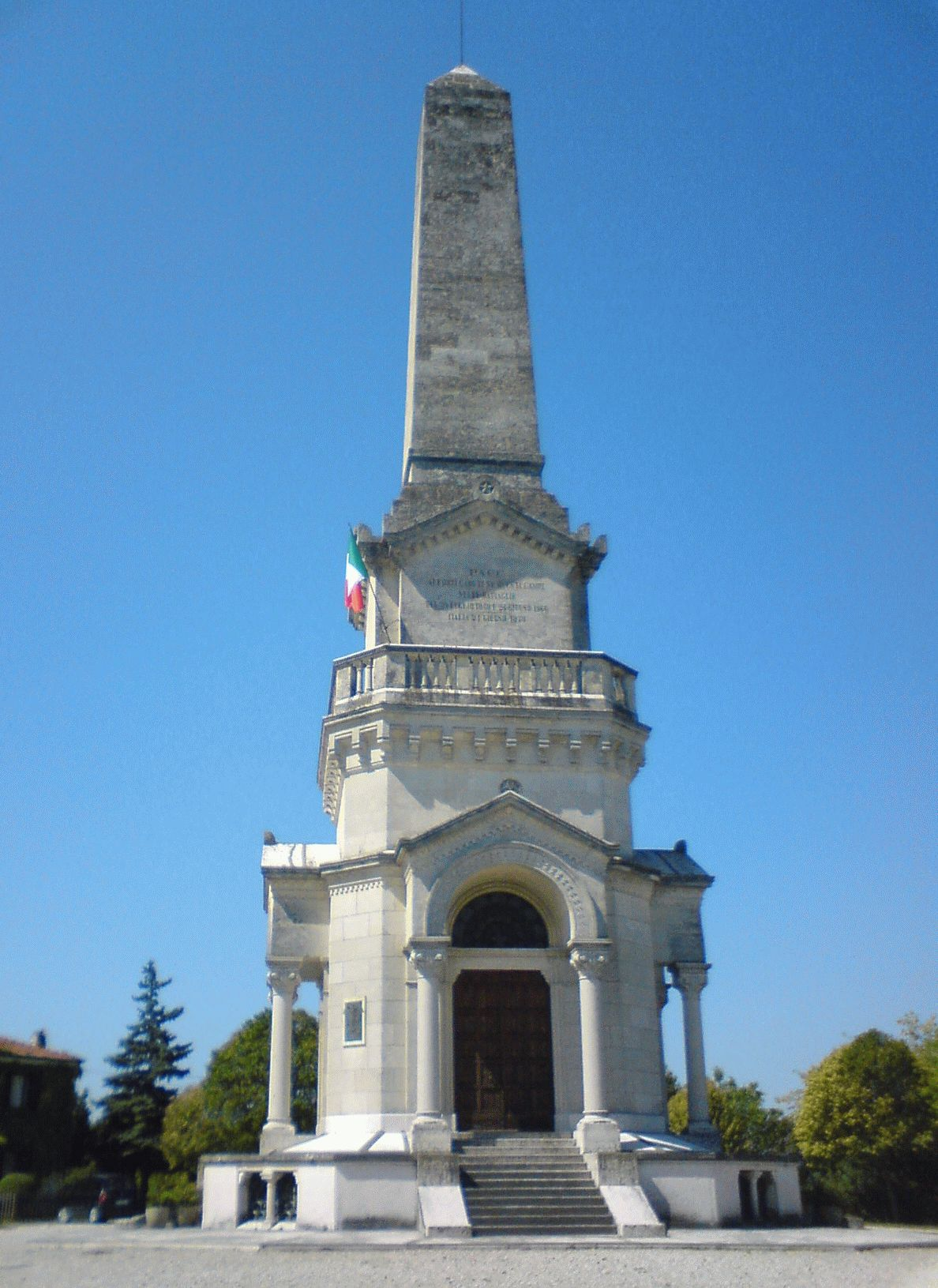
Das Beinhaus von Custoza

- Südtirol
In Südtirol sind die Begriffe Karner und Beinhaus sowie das italienische Ossario in Verwendung.
In Südtirol ist unbedingt zwischen traditionellen Beinhäusern auf Friedhöfen einerseits und monumentalen Großbauten des Faschismus andererseits zu unterscheiden. Letztere stehen – neben einigen Bauwerken in Bozen – bis heute im Mittelpunkt des Streits um den richtigen Umgang mit den baulichen Hinterlassenschaften jener Zeit.[7]
  - Burgeis (1939)
  - Gossensaß (1937)
  - Innichen (1939)
  - St. Johann
  - Tscherms, Beinhaus am Friedhof[8]

- Oberitalien
In Italien ist der Begriff Ossario üblich.
  - Cimitero di San Cataldo in Modena[9]
  - Custoza
  - Ossario Santa Maria della Neve bei Melegnano
  - Ossario di Solferino, zum Gedenken an die Schlacht von Solferino
  - Tempio Ossario in Timau
  - Insel Sant’Ariano in der Lagune von Venedig

- Mittelitalien
  - Santa Maria Immacolata a Via Veneto in Rom

### Polen
- Beinhaus in Czermna (Kudowa-Zdrój) (an der Grenze mit Tschechien)

### Portugal
- Capela dos Ossos (Alcantarilha), Igreja Matriz in Alcantarilha
- Capela dos Ossos (Évora), Igreja de São Francisco in Évora
- Capela dos Ossos (Faro), Igreja do Carmo in Faro
- Capela dos Ossos (Campo Maior), Igreja Matriz de Campo Maior
- Capela dos Ossos (Lagos), Igreja de São Sebastião in Lagos
- Capela dos Ossos (Monforte), Igreja Matriz de Monforte[10]

### Tschechien

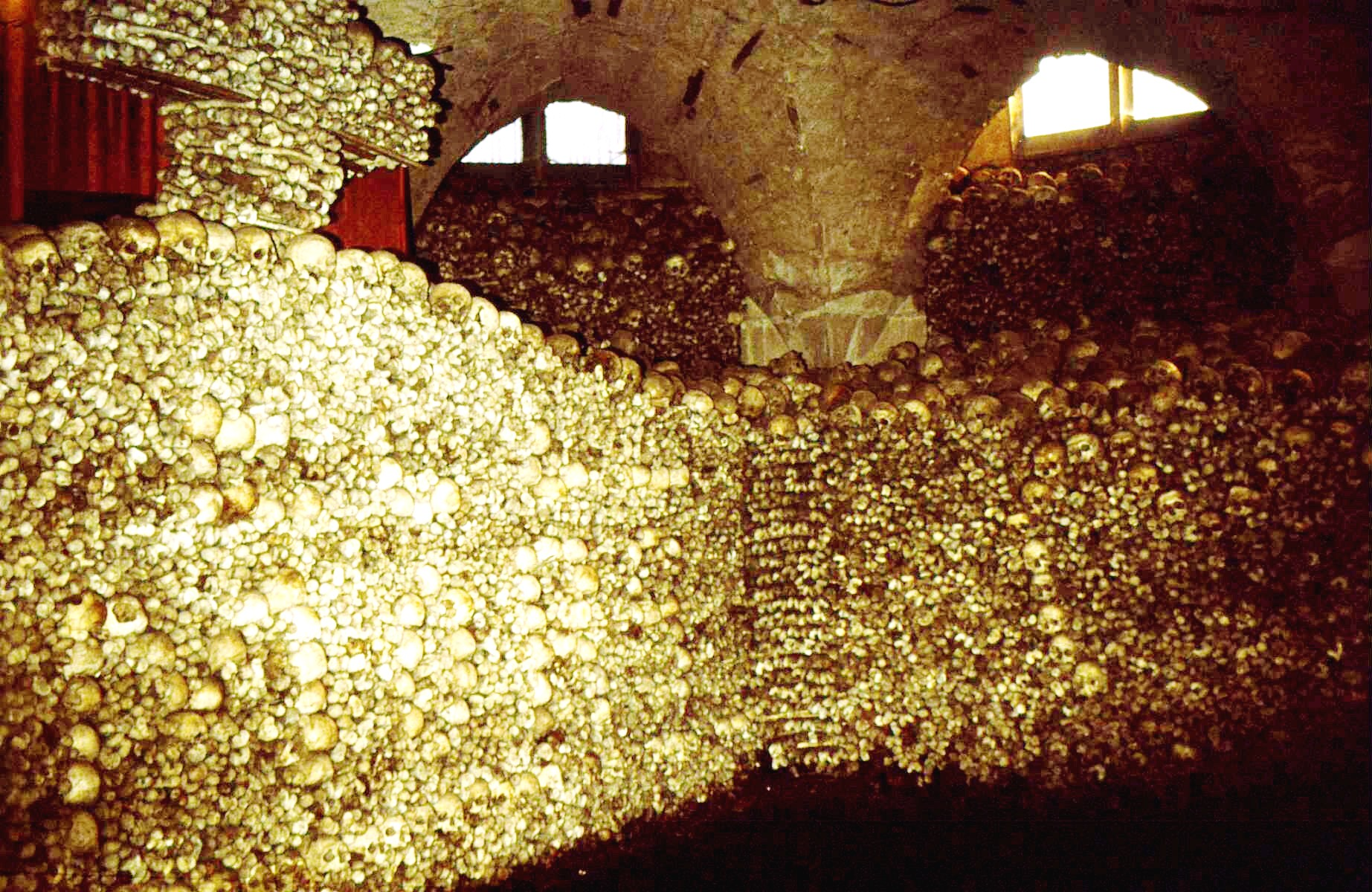
Beinhaus Mělník, 1980

Beinhäuser in den Orten
- Brünn
- Dlouhá Ves
- Kolín
- Korouhev
- Kotouň
- Křtiny
- Beinhaus Sedlec in Kutná Hora
- Letařovice
- Malin
- Markvartice
- Mělník
- Sankt Maurenzen
- Nižkov
- Putim
- Třešt'
- Vamberk
- Velká Losenice
- Žehuň